# Ghost Mice
Ghost Mice é uma banda folk-punk formada por dois integrantes vinda de Bloomington, EUA. Ghost Mice foi criado das cinzas da banda pop-punk anterior Operation: Cliff Clavin. Chris Johnston (mais conhecido como Chris Clavin) e Hannah, que tocavam guitarra e baixo respectivamente, decidiram fazer a produção acústica assim podendo viajar mais e tocar mais facilmente em quase todos os lugares.
Nas suas próprias palavras:

"Nós tocamos 100% acústico. Nós nunca usamos amplificadores ou microfones (exceto uma vez no Plan-It-X Fest). Temos tocado juntos em bandas por cerca de 7 anos. Nós começamos o Ghost Mice em 2002 porque nós estávamos cansados de ser restritos. Nós estávamos cansados de ter que viajar em grandes vans e depender de amplificadores, sistemas PA e eletricidade. Com o Ghost Mice nós podemos viajar com pouca coisa e quase nada pra tocar. A gente toca frequentemente em quintais ou em esquinas de grande centros. Nós viajamos pelos EUA várias vezes e pela Europa (Alemanha, Países Baixos, Dinamarca, Áustria, França, Espanha, Bélgica, Inglaterra, País de Gales, Escócia, e Irlanda) a pé. Nós pedimos carona e pegamos trem para todos os nossos shows. Isso foi engraçado e bem libertador. Nós cantamos uma mistura de letras políticas e pessoais, somos anarquistas, dedicados ao faça-você-mesmo e à luta de fazer do mundo um lugar melhor. Nós tocamos música e viajamos por diversão e para conhecer novas pessoas. Música significa nossas vidas. Nós amamos viajar. Somos legais e um pouco tímidos".
Hannah deixou seu baixo a favor de um violino. As letras do Ghost Mice envolvem na maioria das vezes ter uma percepção positiva na vida; andar de bicicleta, comer comida saudável, amar, e ser punk são todos os tópicos cantados nas suas músicas. O slogan do Ghost Mice, "Punk as Folk" (algo como "Punk como o Povo"), é uma forma fantástica de descrever suas músicas, letras, e tudo que é Ghost Mice.
Materiais do Ghost Mice estão disponíveis através da gravadora do Chris Johnston, Plan-It-X Records ou através dos respectivos selos que os lançaram.

## Membros
- Chris Johnston (Chris Clavin): violão, vocais, harmonica
- Hannah Jones: violino, vocais

## Discografia
1. Ghost Mice CDR Plan-it-X Records, 2002
2. Ghost Mice/Saw Wheel split Hill Billy Stew Records, 2003
3. Rymodee/Ghost Mice split Friends and Relatives Records, 2003
4. "The Debt of the Dead" Plan-it-X Records, 2004
5. Ghost Mice/Defiance, Ohio split Plan-it-X Records, 2004
6. Pretty Hot/Ghost Mice Split Anti-Creative Records, 2005 